# Opan Sat
Opan Vladímirovich Sat (en ruso: Опан Владимирович Сат; Chadán, 13 de junio de 1987) es un deportista ruso de origen tuvano que compitió en lucha libre. Ganó tres medallas de oro en el Campeonato Europeo de Lucha entre los años 2010 y 2013.

## Palmarés internacional
| Campeonato Europeo | Campeonato Europeo  | Campeonato Europeo | Campeonato Europeo |
| Año                | Lugar               | Medalla            | Categoría          |
| ------------------ | ------------------- | ------------------ | ------------------ |
| 2010               | Bakú (Azerbaiyán)   | Medalla de oro     | 60 kg              |
| 2011               | Dortmund (Alemania) | Medalla de oro     | 60 kg              |
| 2013               | Tiflis (Georgia)    | Medalla de oro     | 60 kg              |